# ダグラス DT

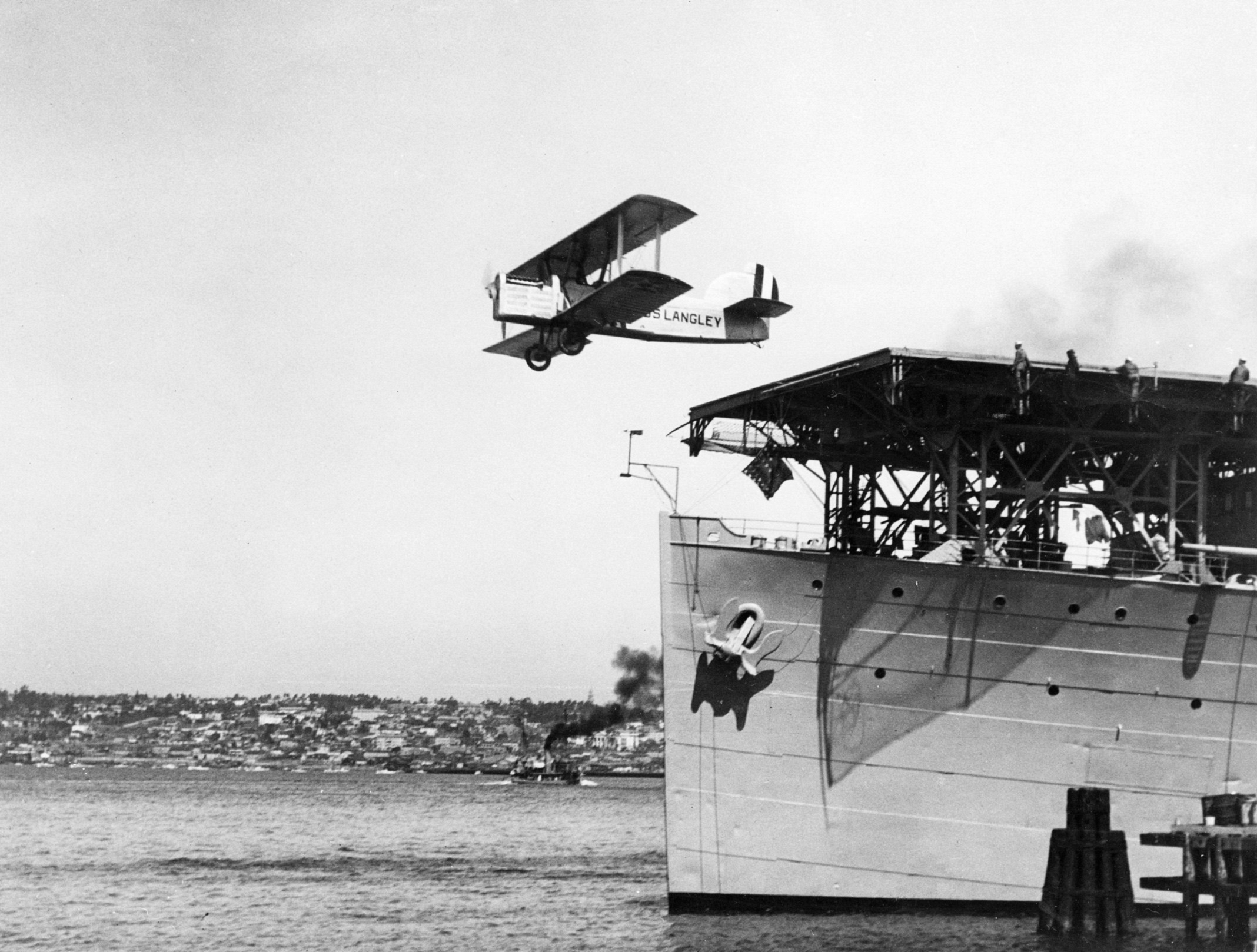
ラングレーから発艦するダグラス DT

ダグラス DT（Douglas DT）は1920年代のアメリカ海軍の爆撃機および雷撃機である。ダグラス・エアクラフトがアメリカ海軍から最初に受注に成功した航空機である。機名のDTのDはダグラス、Tは魚雷（torpedo）を示す。1921年4月1日、折り畳み翼の3機を受注したのに始まる。
溶接鋼管フレーム構造に機体前部、中央部はアルミが張られ、機体後部は羽布張りの機体である。ダグラスで46機が製作され、アメリカ海軍、ノルウェー海軍、ペルー海軍で運用された。Lowe-Willard-Fowler Engineering Companyで20機、Naval Aircraft Factoryで6機、デイトン・ライトで11機がライセンス生産された。ノルウェーの Marinens Flyvebatfabrikでも7機がライセンス生産され、第二次世界大戦でドイツのノルウェー侵攻時にも運用されていたが、戦闘には参加できなかった。
フロートと車輪のどちらも装着でき、1,800ポンド(816kg)の魚雷を装備できた。1921年11月に初飛行し、1929年まで生産された。アメリカ海軍の最初の航空母艦ラングレーからも運用された。海兵隊でも運用された。世界一周飛行を行ったダグラス DWC（Douglas World Cruiser）に改造された。

## 派生型
DT-1
試作型、3機生産
DT-2
2座席の雷撃機 450 hp (336 kW) Liberty V-12 エンジン装着; 64 機製造
DT-3
改造提案、生産されず
DT-4
DT-2の4機が Naval Aircraft Factoryにより爆撃機に改造。エンジンはWright T-2 V-12。
DT-5
DT-4の改造型、650 hpの Wright T-2B V-12 エンジンを装着。
DT-6
DT-2の1機が450 hp (336 kW) Wright P-1星型エンジンに換装。
DT-2B
ノルウェー向けの機体、7機がノルウェーでライセンス生産。
DTB
ペルー向けの機体。650 hp (523 kW) Wright Typhoon V-12 エンジン装着。
SDW-1
デイトン・ライトでライセンス生産、改造された DT-2。

## 要目
（DT-2）
- 乗員：2名
- 全長：11.5 m
- 全幅：15.8 m
- 全高：4.6 m
- 翼面積：65.7 m2
- 空虚重量：2,054 kg
- 全備重量：3,308 kg (4,500 lb)
- エンジン：Liberty, 450 hp
- 最大速度：160 km/h
- 巡航高度：2,300 m
- 航続距離：441 km
- 上昇率：1,500mまで14.5分

- 武装
  - 1 × .30 in (7.62 mm)機銃
  - 1 × 1,835 lb (834 kg) 航空魚雷